# منتخب الولايات المتحدة لكرة القدم الشاطئية
منتخب الولايات المتحدة الوطني لكرة القدم الشاطئية هو ممثل الولايات المتحدة الرسمي في المنافسات الدولية في كرة قدم شاطئية . تأسس في 1992.